# Smjörhnúkur
Smjörhnúkur är en bergstopp i republiken Island. Den ligger i regionen Västlandet, 100 km nordväst om huvudstaden Reykjavík. Toppen på Smjörhnúkur är 897 meter över havet.
Runt Smjörhnúkur är det mycket glesbefolkat, med 2 invånare per kvadratkilometer. Närmaste större samhälle är Grundarfjörður, nära Smjörhnúkur. Trakten runt Smjörhnúkur består i huvudsak av gräsmarker.